# All Songs Considered
All Songs Considered ist eine wöchentliche US-amerikanische Hörfunksendung und ein Podcast, die seit Januar 2000 von NPR produziert werden. Die Sendung, die vom Musikjournalisten Bob Boilen moderiert wird, lief zuerst bei All Things Considered als Trenner zwischen anderen Segmenten. Nach einem erfolglosen Versuch, All Songs Considered im Radio zu etablieren, entschieden sich Boilen und NPR für das Musikstreaming im Internet. Seit August 2005 wird die Radiosendung als kostenloser Podcast bereitgestellt. Im selben Jahr wurden auch Webcasts und Podcasts von Livekonzerten auf der Website veröffentlicht. Zu den Künstlern zählten Bright Eyes (als erste Band), Animal Collective, The Decemberists, Neko Case, Wilco und Tom Waits.
Der Hauptgrund für die Existenz der Sendung ist laut Boilen sein Bedürfnis, Zuhörern neue, ihnen unbekannte Musik, näher zu bringen.

“I’m passionate about this, […] Each one of these songs is a piece of art. But the way radio is today, this music will never get heard. It’s just out there in the wind. I just want to give people a chance to taste it.”

„Ich bin mit Leidenschaft dabei, […] Jedes dieser Lieder ist ein Kunstwerk. Aber so wie das Radio heute ist, wird diese Musik nie gehört werden. Sie ist einfach da draußen im Wind. Ich möchte den Leuten einfach eine Chance geben, davon zu kosten.“

Moderator Bob Boilen und Co-Moderator und -Produzent Robin Hilton führen auf npr.org ein Blog, in dem sie regelmäßig neue Bands und Künstler vorstellen. Weiterhin laufen in dem Online-Musikkanal „All Songs 24/7“ rund um die Uhr Lieder aus dem Archiv des Programms.
Im November 2007 wurde All Songs Considered zum Grundstein von NPR Music, der Entdeckungsseite für Musik des National Public Radio. Im Mai 2010 hatte die Website 1,7 Millionen Besucher pro Monat. Ein weiteres Nebenprojekt ist die Reihe Tiny Desk Concerts, bei der die Künstler im Büro der Radiostation Akustikkonzerte geben.
Insbesondere die Zielgruppe von NPR ist ein großer Anreiz für Künstler und Bands, bei All Songs Considered und NPR Music vertreten zu sein, da diese Hörer an künstlerisch anspruchsvollen Inhalten und am Kaufen von Musik interessiert sind.
In der Rubrik „Musik“ ist die Sendung regelmäßig auf Platz 1 in den iTunes-Podcastcharts. Monatlich wird All Songs Considered etwa 2,3 Millionen Mal heruntergeladen.
Boilen hatte einen Gastauftritt bei den Simpsons und wurde von der New York Times als die „primäre stilprägende Person“ im Bereich der amerikanischen Musik bezeichnet. Im April 2016 veröffentlichte er sein erstes Buch, Your Song Changed My Life, beim Verlag HarperCollins. Musikalisch ist er dem Indie-Rock am nächsten, weswegen er sich regelmäßig Gastmoderatoren für andere Genres, wie Hip-Hop, einlädt.